# Idi Amin
Al Hadj Idi Amin Dada (n. c. 1925 – d. 16 august 2003) a fost un militar și om politic ugandez, șef al statului major al armatei ugandeze, și, după lovitura de stat pe care a condus-o în ianuarie 1971, al treilea președinte al Ugandei între anii 1971–1979. S-a proclamat președinte pe viață și feldmareșal. După un pelerinaj la Mecca și după ce și-a atribuit titlul de doctor honoris causa, s-a intitulat „Excelența Sa Președintele pe viață Feldamareșal Al Hadj Dr. Idi Amin Dada, VC, DSO, MC, Domn al tuturor fiarelor pământului și al peștilor mărilor și cuceritor al Imperiului Britanic în Africa în general și în Uganda în particular” (His Excellency, President for Life, Field Marshal Al Hadji Doctor Idi Amin Dada, Lord of All the Beasts of the Earth and Fishes of the Seas and Conqueror of the British Empire in Africa in General and Uganda in Particular").
Regimul său dictatorial s-a caracterizat prin grave abuzuri ale drepturilor omului, o represiune politică violentă, persecuții etnice și rasiale, un grad înalt de corupție și nepotism, și o administrare economică dezastruoasă. Observatori internaționali și organizații pentru drepturile omului au apreciat că numărul persoanelor ucise de regimul lui Idi Amin s-a ridicat la circa 300 000.
În tinerețe Idi Amin s-a înrolat în anul 1946 într-un regiment colonial britanic, King's African Rifles, cu care a servit în Kenya și Uganda. După independența Ugandei a urcat treptat în ierarhia armatei, până la gradul de general maior, ajungând în fruntea armatei ugandeze. În ianuarie 1971, Idi Amin a organizat o lovitură de stat militară care l-a răsturnat pe președintele Milton Obote. 
În calitatea de comandant al armatei și apoi ca președinte a adoptat la început o linie pro-occidentală și a beneficiat de sprijinul Israelului, sub formă de instructori militari și mijloace de luptă. După un timp și-a schimbat politica externă în mod radical, devenind un aliat apropiat al conducătorului Libiei, colonelul Muammar Gaddafi, și al altor țări arabe, îmbunătățind și relațiile cu Uniunea Sovietică și cu Germania de Est.
În anul 1975 a fost ales președinte al Organizației Unității Africane. A acordat asistență organizațiilor teroriste palestiniene și în 1976 a colaborat cu Frontul Popular de Eliberare a Palestinei care a răpit un avion Air France cu destinația Israel, și care a aterizat, cu ostatici la bord ,pe aeroportul ugandez Entebbe. Acțiuneade salvare a ostaticilor de către o unitate de elită israeliană (Operațiunea Entebbe) a reprezentat pentru el o mare umilință.
Promovând o politica xenofobă, Idi Amin a ordonat expulzarea etnicilor indieni și pakistanezi din Uganda. Beneficiind de sprijinul țărilor arabe și musulmane, și ale lagărului comunist, în anii 1977-1979 Uganda sub conducerea lui Idi Amin Dada a fost aleasă ca membră în Comisia ONU pentru drepturile omului. 
În anul 1977 când Marea Britanie a rupt relațiile diplomatice cu Uganda, Idi Amin s-a autointitulat CBE în sensul de „Cuceritor al Imperiului Britanic”.
Încercarea de a anexa în 1978 provincia Kagera din Tanzania vecină, a dus la izbucnirea războiului cu această țară. Trupele tanzaniene l-au înfrânt și pătrunzând în Uganda au dus în 1979 la prăbușirea regimului său și în cele din urmă, la reinstalarea fostului președinte Milton Obote.
Idi Amin a fugit în Libia și apoi în Arabia Saudită, unde a trăit vreme de încă 24 ani o viață tihnită până la moartea sa la Jeddah în anul 2003.